# Saipem 3000
Le Saipem 3000  est un navire-grue autopropulsé à positionnement dynamique exploité par le plus grand fournisseur de services offshore italien Saipem, ancienne filiale de la société énergétique Eni. Le navire, qui a été construit entre 1984 par le chantier naval japonais Mitsubishi Heavy Industries, navigue sous le pavillon de complaisance des Bahamas, enregistré au port de Nassau.

## Histoire
Saipem a converti l'ancien navire Maxita en 2003 en navire transporteur de colis lourds (Heavy-Lift Ship en anglais). Sa grue de levage lourd en poupe a été reconditionnée.

### Équipements
Son pont de travail a une surface de 3.000 m² et une capacité de charge de 18 tonnes au m². Il est équipé d'une grue principale de 2.400 tonnes de charge.

### Hébergement et pont d'hélicoptère
Le module de vie offre un espace pour un maximum 211 personnes. Le logement est conforme aux normes de sécurité internationales. L'hélipad est approuvé pour les hélicoptères de type Sikorsky S-61 ou Super Puma.

## Galerie

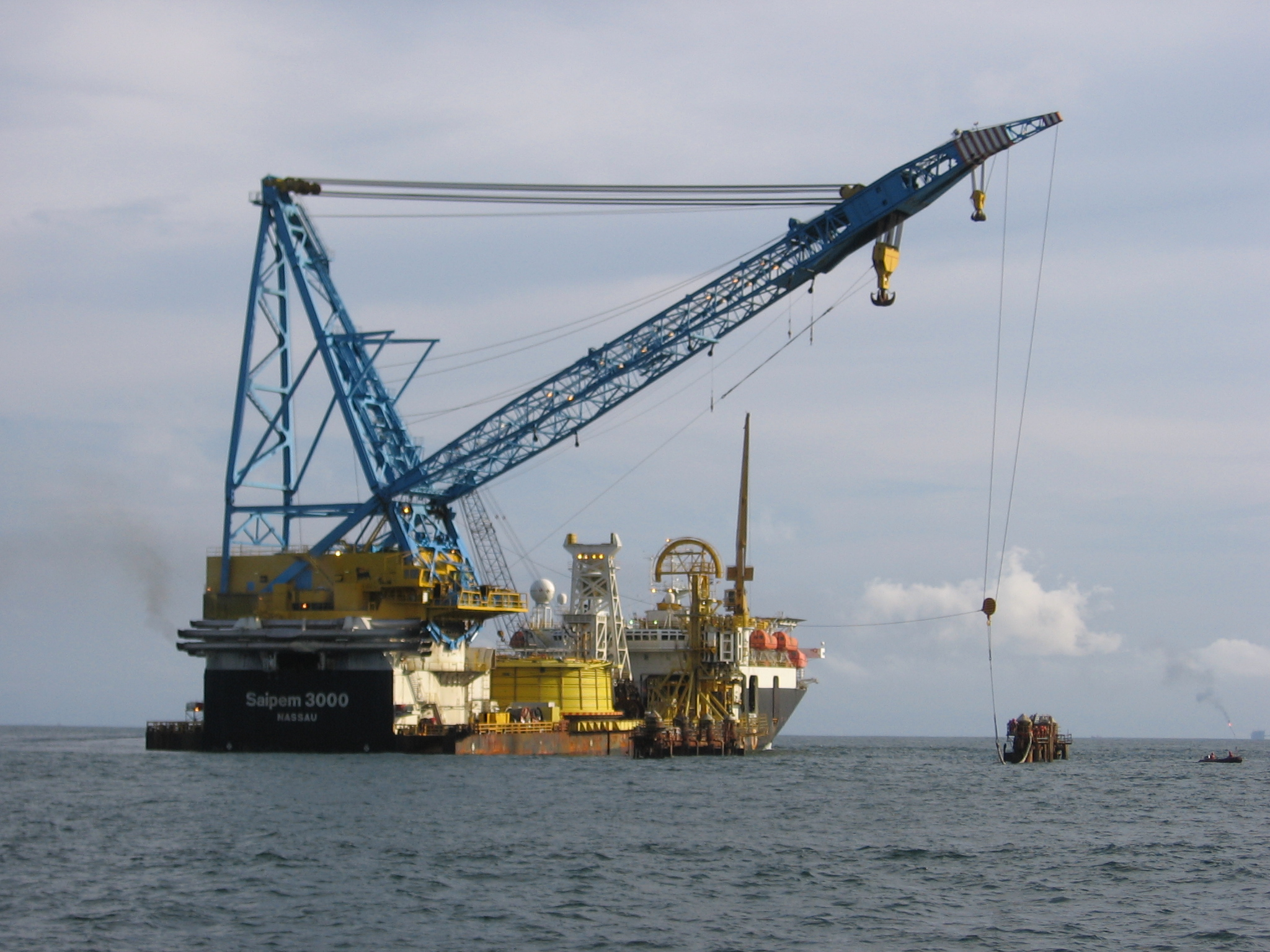
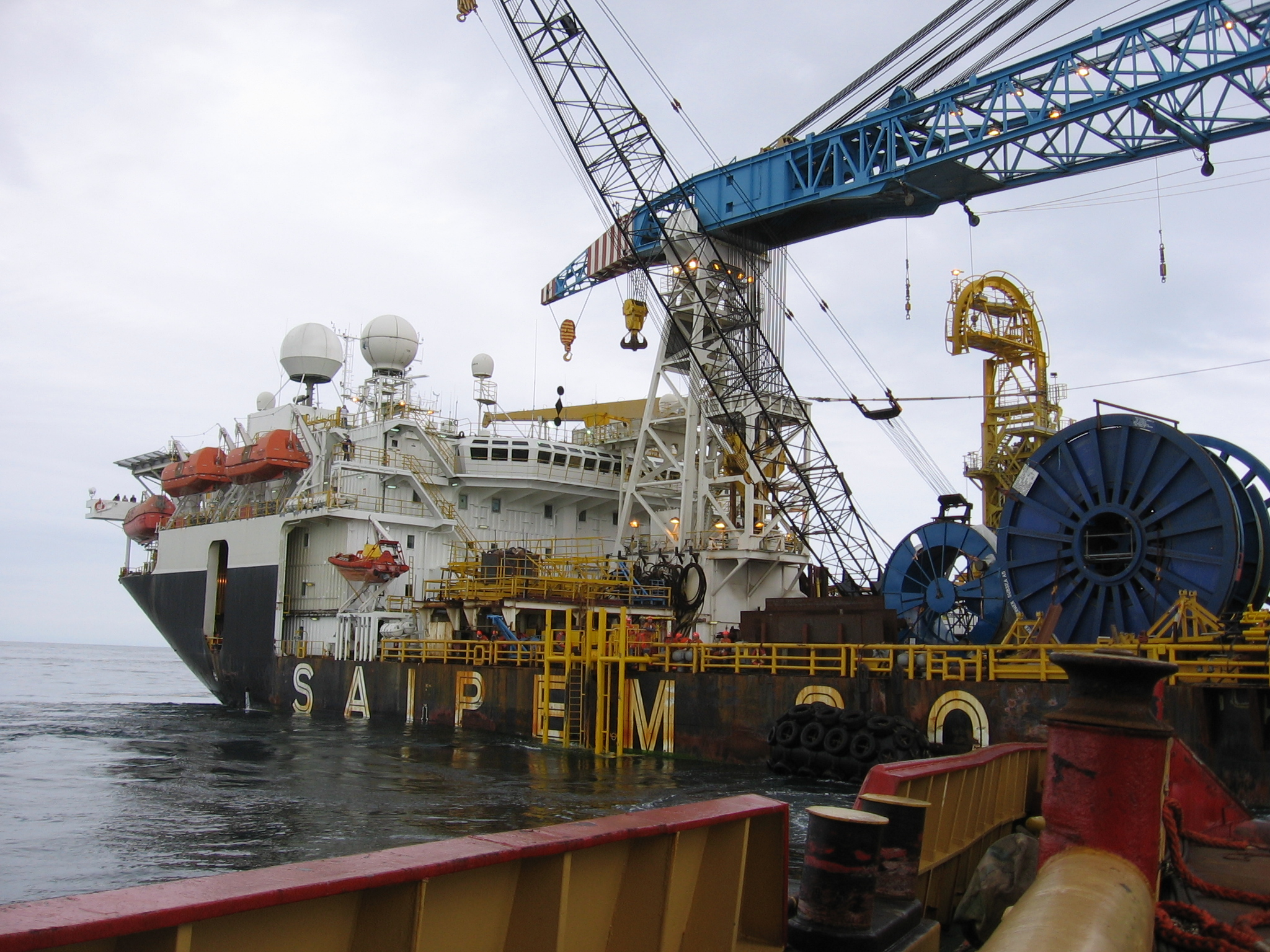